# 栓皮果科
栓皮果科（学名：Strasburgeriaceae）为真双子叶植物缨子木目的一科，有2属2种，分別生长在新喀里多尼亚及新西兰北岛，各为当地的特有种。

## 形态
本科植物为常绿乔木，单叶，花大，花瓣5数，雄蕊10；果实为蒴果。

## 分类
1981年的克朗奎斯特分类法将其列在山茶科中，1998年根据基因亲缘关系分类的APG 分类法认为无法将其列在任何一个目中，属于系属不清的科，2003年经过修订的APG II 分类法将其直接放在蔷薇分支之下，2006年5月7日的进一步修订将本科列在缨子木目中。

### 内部分类
本科仅有2属2种，如下：
- 西兰木属 Ixerba
  - 西兰木 Ixerba brexioides
- 栓皮果属 Strasburgeria
  - 栓皮果 Strasburgeria robusta